# درگیری کمیته انقلابی حزب دمکرات کردستان
پس از اعدام قاضی محمد و فروپاشی حزب دمکرات کردستان، کردستان ایران تا آبان ماه ۱۳۵۷، شاهد بحران مهمی نبود. در این دوره، تنها دو حرکت سیاسی و کوتاه‌مدت اتفاق افتاد. اول در سال ۱۳۳۶، حزب دمکرات کردستان ایران مجدداً با کمک حزب توده تجدید حیات و شروع به فعالیت کرد و عبدالله اسحاقی با نام مستعار احمد توفیق سعی کرد در خارج از کشور به تشکیلات این حزب سروسامان بدهد ولی با حزب توده به اختلاف‌نظر رسید و هیچ حرکت چشمگیری صورت نگرفت. احمدتوفیق که از سوی قاسملو به خیانت و همکاری با ساواک متهم شد، به سرنوشت نامعلومی دچار و مفقود شد.دوم در سال ۱۳۴۶، چند تن از باقیماندگان کمیته ایالتی حزب توده در کردستان، به عنوان «کمیته انقلابی حزب دمکرات کردستان»از حزب توده قطع رابطه می‌کنند و تعدادی از آنها مثل سلیمان معینی، عبدالله معینی، ملااحمد شلماشی (ملا آواره) و اسماعیل شریف‌زاده وارد کردستان ایران می‌شوند و شروع به عضوگیری می‌کنند و یکی از اقدامات قابل توجه آنها خلع‌سلاح یکی از پاسگاه‌های ژاندارمری پیرانشهر بود. این کمیته حدود ۲۰۰ نفر عضو داشتند و در ۹ دسته در شمال کردستان ایران فعالیت می‌کردند (در کردستان مکری و جنوب استان آذربایجان غربی) پس از ۱۸ ماه، در سال ۱۳۴۷ اویسی فرمانده ژاندارمری وقت دست به تعقیب آنان زد، ۱۰۴ نفر از آنها را دستگیر، ۲۳ نفر کشته و ۲۸ نفر تسلیم شدند و بحران ختم می‌شود. حمایت ملامصطفی بارزانی از دولت ایران یکی از عوامل اصلی شکست این جریان بود. اسماعیل شریف‌زاده در اردیبهشت ۱۳۴۷ در نزدیکی بانه کشته شد. کمی بعد عبدالله معینی و سلیمان معینی به قتل رسیدند. ملا احمد شلماشی، معروف به ملا آواره، به همراه دو تن از یارانش در روستایی دستگیر و در مرداد ۱۳۴۷ در سردشت اعدام شدند.طی این درگیری‌ها بیش از چهل نفر از اعضای حزب دموکرات کردستان ایران توسط افراد ملامصطفی بارزانی کشته شدند و اجساد آنان به مقامات ایرانی تحویل داده شد.